# Jenny Seagrove
Jennifer Ann 'Jenny' Seagrove (Kuala Lumpur, 4 juli 1957) is een in Maleisië geboren Britse actrice. 

## Biografie
Seagrove werd geboren in Kuala Lumpur (Maleisië) bij Britse ouders, haar vader runde daar een import-export bedrijf. Toen zij een jaar oud was kreeg haar moeder een ernstige beroerte en kon niet meer voor haar dochter zorgen, hierna keerde zij met haar familie terug naar Engeland. Het acteren leerde zij aan de Bristol Old Vic Theatre School in Bristol. In haar vroege jaren als volwassene leed zij aan boulimie, maar herstelde hiervan in een tijdrovend proces. Seagrove was van 1984 tot en met 1988 getrouwd met acteur Madhav Sharma. Van 1989 tot en met 1993 had zij een relatie met filmmaker Michael Winner, vanaf 1994 heeft zij een relatie met filmmaker Bill Kenwright. 
Seagrove begon in 1980 met acteren in de korte film Dead End, waarna zij nog meerdere rollen speelde in films en televisieseries. Zij is onder andere bekend van haar rol als Jo Mills in de televisieserie Judge John Deed, waar zij in 29 afleveringen speelde (2001-2007). Seagrove is naast actrice voor televisie ook actief in het theater. 

## Filmografie

### Films
Uitgezonderd korte films.
- 2021 Off the Rails - als Kate
- 2018 Peripheral - als Merlock
- 2017 Another Mother's Son - als Louisa Gould
- 2012 Run for Your Wife - als passagier in taxi
- 2001 Zoe - als Cecilia
- 1999 Don't Go Breaking My Heart - als Suzanne
- 1992 Miss Beatty's Children - als Jane Beatty
- 1992 Incident at Victoria Falls - als Lillie Langtry
- 1991 Some Other Spring - als Helen
- 1991 Deadly Game - als Lucy
- 1990 Bullseye! - als receptioniste in gezondheidscentrum en meisje van John Cleese
- 1990 The Guardian - als Camilla
- 1989 A Chorus of Disapproval - als Fay Hubbard
- 1989 Magic Moments - als Melanie James
- 1988 Appointment with Death - als dr. Sarah King
- 1987 The Sign of Four - als miss Mary Morstan
- 1986 Hold the Dream - als Paula Fairley
- 1985 In Like Flynn - als Terri McLane
- 1983 Nate and Hayes, alternatieve titel: Savage Islands - als Sophie
- 1983 Local Hero - als Marina
- 1982 Moonlighting - als Anna

### Televisieseries
Uitgezonderd eenmalige gastrollen.
- 2001-2007 Judge John Deed - als Jo Mills - 29 afl.
- 1989 The Betrothed - als de nobele vrouw in Monza - 3 afl.
- 1985 A Woman of Substance - als jonge Emma Harte - 3 afl.
- 1984 Diana - als Diana Gayelorde-Sutton - 8 afl.
- 1982 The Brack Report - als Angela Brack - 10 afl.
- 1982 The Woman in White - als Laura Fairlie - 5 afl.

- Bibliothèque nationale de France: cb14225797t (data)
- Gemeinsame Normdatei: 1011425777
- International Standard Name Identifier: 0000 0001 1946 6976
- Library of Congress Control Number: n93047262
- Nederlandse Thesaurus van Auteursnamen: 08639245X
- Système universitaire de documentation: 150568517
- Virtual International Authority File: 12517353
- WorldCat: E39PBJmTtpdjCxRByBr8tqk4bd